# میهایلو ایلیچ
میهایلو ایلیچ (انگلیسی: Mihajlo Ilić؛ زادهٔ ۴ ژوئیهٔ ۲۰۰۳) بازیکن فوتبال اهل صربستان است.
وی همچنین در تیم‌های ملی فوتبال زیر ۱۹ و زیر ۲۱ سال صربستان بازی کرده‌است.